# 天河体育中心体育場

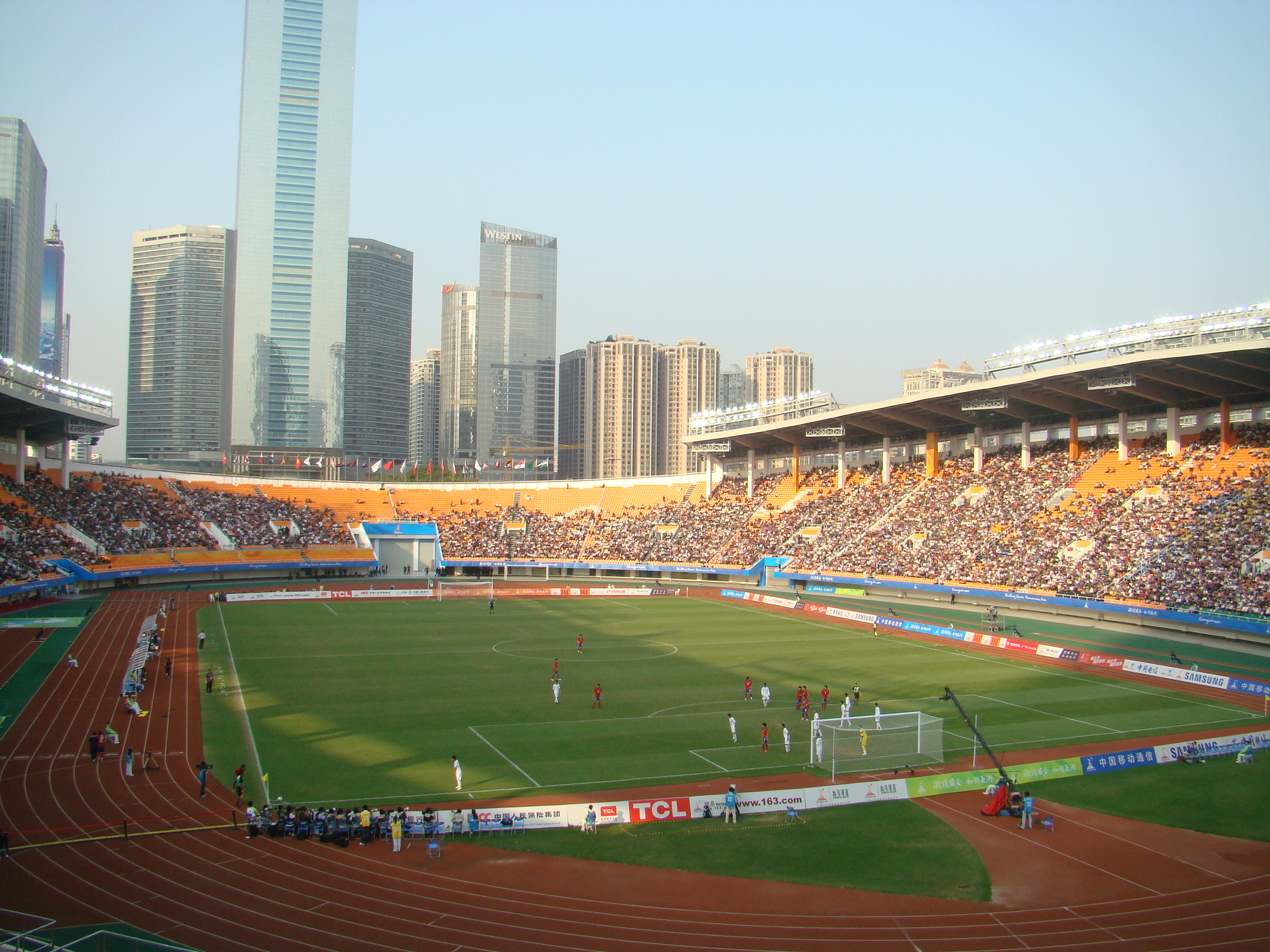
アジアチャンピオンズリーグの試合

天河体育中心体育場（てんがたいいくちゅうしんたいいくじょう、簡体字中国語: 天河体育中心体育场、英: Tianhe Stadium）は、中国・広東省広州市にある多目的スタジアムである。

## 概要
この場所は1960年まで広州天河飛行場だった。
1987年に開場。収容人数は58,500人、天河体育中心は敷地面積51万平方メートル。メインスタジアムの他、補助陸上競技場、野球場、体育館とテニスコート、世界水連認定の国際プールを併設しており、バスケットボール、卓球、テニス、バドミントンなどの国際試合を開催することが可能である。
主にサッカーの試合に使用されており、中国スーパーリーグ（中国超級聯賽、国内サッカーリーグ1部に相当）に所属する広州恒大のホームスタジアムである。
また、1987年と2001年には中華人民共和国全国運動会の会場となり、特に1987年には開会式、閉会式の会場ともなった。
1991年には第1回FIFA女子ワールドカップ決勝戦の会場となった。また、2010年には広州アジア大会においてサッカー競技の決勝戦などが開催され、この地で日本代表が初の男女両方の優勝を果たしている。

## 交通アクセス
最寄りの駅は広州地下鉄1号線の体育西路駅、体育中心駅、もしくは広州地下鉄3号線の林和西駅、珠江新城新交通システム線(APM線)の体育中心南駅。いずれも駅より徒歩約5分。

## 開催試合

### 親善試合
| 2011年8月3日 | 広州恒大    | 1 - 7 | レアル・マドリード | 天河体育中心体育場（広州） |  |
|              | 楊一虎 87分 |       | サミ・ケディラ 7分 · メスト・エジル 31分 · カリム・ベンゼマ 39分, 48分 · クリスティアーノ・ロナウド 56分 · ヘセ・ロドリゲス 71分 · アンヘル・ディ・マリア 83分 |                            |  |

| 2014年7月6日 | 広州恒大                                                                                                | 6 - 2 | ハンブルガーSV                                                  | 天河体育中心体育場（広州） |  |
|              | レネ・ジュニオール 10分 · エウケソン 16分, 48分 · アレッサンドロ・ディアマンティ 54分 · 郜林 80分, 90分 |       | ファン・デル・ファールト 29分 · アルチョムス・ルドニェフス 62分 |                            |  |